# سيدوبا سيسي
سيدوبا سيسي هو لاعب كرة قدم غيني، من مواليد 10 فبراير 2001، يلعب كلاعب خط وسط لنادي ليغانيس الإسباني والمنتخب الغيني.

## روابط خارجية
- سيدوبا سيسي على موقع قاعدة بيانات كرة القدم.إي يو (الإنجليزية)
- سيدوبا سيسي على موقع ناشيونال فوتبول تيمز (الإنجليزية)
- سيدوبا سيسي على موقع Soccerway.com (الإنجليزية)